# 蔡文斌
蔡文斌 （1953年3月29日—），中華民國政治人物，無黨籍，出生於原台南縣西港鄉後營村。曾任考試院第九屆考試委員、台南市副市長，亦曾代表民主進步黨擔任第二、三屆國民大會代表。

## 生平
1971年蔡文斌於台南一中畢業，是比電影導演李安高一屆的學長，並以第一志願進入國立台灣大學法律系就讀。
蔡文斌在台大期間曾當過班代表，與吳東昇、黃日燦及前司法院大法官林子儀是同班同學，是前總統陳水扁下一屆的學弟，也是與陳水扁同寢室睡下舖的室友。大四畢業時應屆通過律師高考。1977年9月起在台南市林聯輝律師事務所執業，1979年1月11日創立公道法律事務所。
1998年9月12日，中華民國行政法學會（台灣行政法學會前身）成立，蔡文斌、翁岳生、城仲模、吳庚等15人同為發起人兼籌備委員。
2004年10月，蔡文斌以民主進步黨黨員身分成為立法院三一九槍擊事件真相特別調查委員會委員，引起社會高度關注，遭民進黨開除黨籍。
2017年1月19日，蔡文斌說，蔡英文政府執政滿8個月，總統蔡英文大權一把抓，從司法院大法官任命、各項改革與修法提案、到擁抱美國大腿，明顯在強化台灣主體性、鞏固政權；民進黨立法委員提案要將直轄市及各市的區長改為市長也可任命機要人員出任，他認為，民進黨明顯想要藉此永遠執政，將是台灣文官制度的崩壞。

## 學歷
- 國立台南一中畢業 (1971年)
- 國立台灣大學法律系畢業 (1975年)
- 中國政法大學法學博士 (2001年)

## 經歷
- 考試院第九屆考試委員
- 考試院高普特考典試委員長、典試委員
- 台南地區開業律師(1977年9月起)
- 國際青年商會中華民國總會理事長 (1987年)
- 國民大會代表(第二屆台南市第二選區、第三屆全國不分區)
- 國民大會主席團主席、國民大會修憲審查委員會召集人
- 民主進步黨國民大會黨團議事顧問、總召集人
- 民主進步黨正義連線執行委員、副會長
- 民主進步黨台南市黨部主任委員
- 台灣省政府廉政委員
- 台灣行政法學會理事
- 日本明治學院大學法律科學研究所研究員
- 內政部訴願及復審委員
- 行政院公平交易委員會訴願及復審委員
- 行政院勞工委員會法規委員
- 台灣兒童暨家庭扶助基金會台南家扶中心扶幼主委
- 台南市副市長
- 立法院三一九槍擊事件真相特別調查委員會委員
- 財團法人台灣省台南縣西港鄉後營蔡氏宗祠董事長
- 台南市濟陽柯蔡宗親會理事長
- 國際扶輪3470地區2006-07年度總監
- 中央選舉委員會常任巡迴監察員
- 國際扶輪青少年交換教育基金會董事長
- 台灣兒童暨家庭扶助基金會全國主委聯誼會會長

## 現任
- 公道法律事務所主持律師
- 國立成功大學兼任副教授
- 國家文官學院講座
- 富強鑫精密工業獨立董事
- 紀念八田與一文化藝術基金會董事兼執行長
- 中國政法大學台灣校友會理事長

## 獎賞
- 考試院壹等功績獎章 (2000年1月)
- 中國政法大學傑出校友 (2012年5月)

## 著作
- 寧為青商人 (1986年7月)
- 總統先生，明天見 (1994年11月)
- 考試院劄記(一)(二)(三) (1997年、1998年、1999年)
- 考銓行政與正當法律程序 (2000年4月)
- 行政訴訟先行程序研究 (博士論文) (2001年4月)
- 會議規範實用 (2011年3月修訂4版)
- 法律與生活 (2006年9月4版)
- 法律素養 (2009年2月初版)
- 法學緒論 (2013年2月再版)
- 公道與中道 (2013年2月7版)
- 精彩一甲子 (2013年初版)
- 基本人權案例分析 (2023年9月初版)